# Louis Lortet

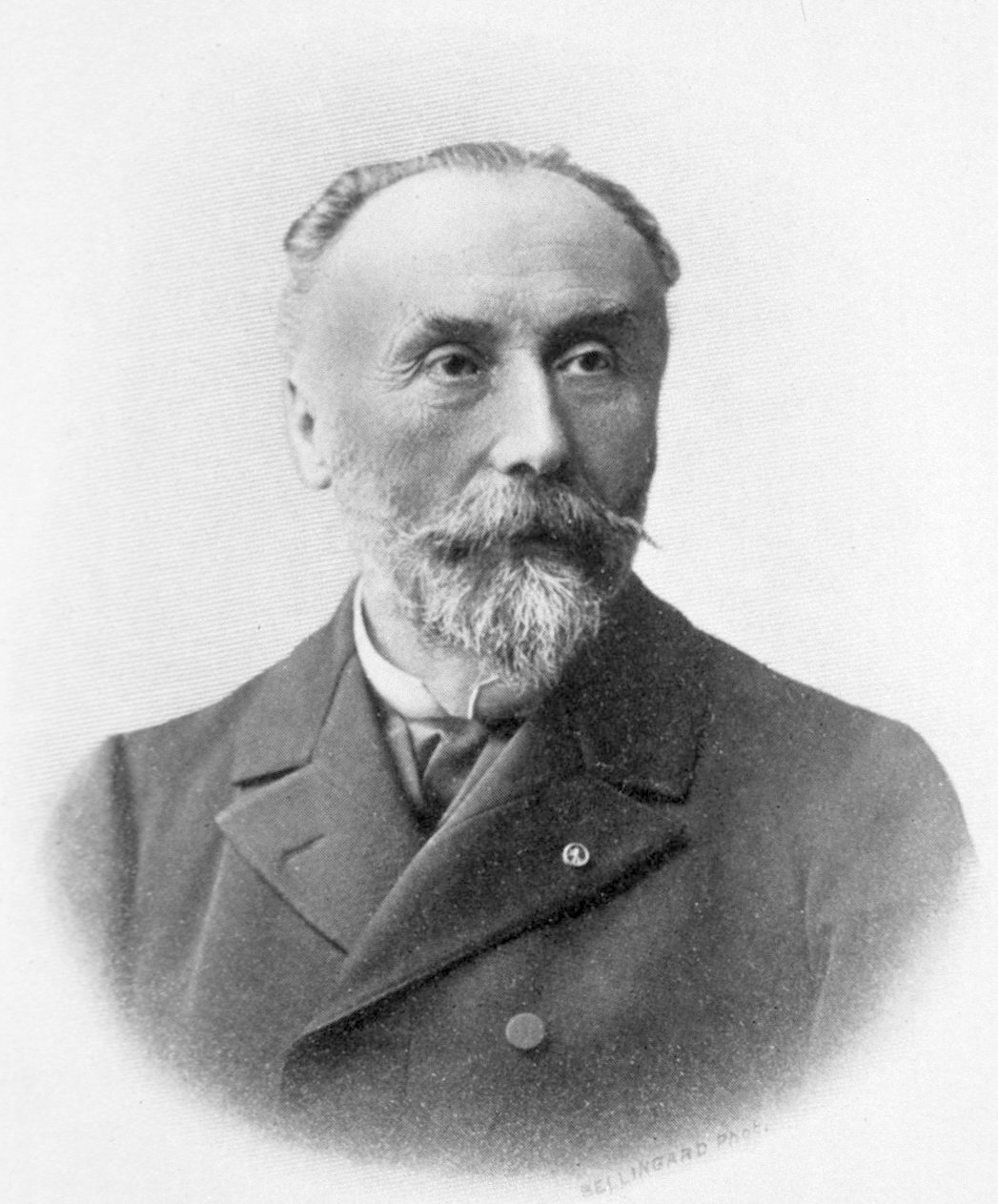
Louis Lortet

Louis Charles Émile Lortet (* 22. August 1836 in Oullins; † 26. Dezember 1909 in Lyon) war ein französischer Naturforscher (Botanik, Zoologie, Geologie, Paläontologie), Mediziner und Ägyptologe. Sein offizielles botanisches Autorenkürzel lautet „L.Lortet“.

## Leben
Er stammte aus einer Naturforscher-Familie aus dem Raum Lyon, sein Vater Pierre Lortet (1792–1868) war ebenfalls Naturforscher und Ägyptologe sowie Philosoph. Seine Großmutter Clémence Lortet (1772–1835) war eine bekannte Botanikerin und Mitgründerin der Linné-Gesellschaft in Lyon. Lortet besuchte das Collège-lycée Ampère in Lyon und studierte Medizin in Paris mit der Promotion 1861. Danach promovierte er 1867 erneut, diesmal in Naturwissenschaften mit zwei Arbeiten über Physiologie und Botanik. 1869 wurde er Professor für Naturgeschichte an der Faculté de médecine in Lyon und Chargé de Cours für Zoologie an der Faculté des sciences in Lyon (der späteren Universität), an der er ab 1874 Professor war. 1877 wurde er erster gemeinsamer Dekan der Medizinischen und Pharmazeutischen Fakultäten in Lyon, deren Zusammenlegung er mit initiierte. 1870 bis 1906 war er Direktor des Naturhistorischen Museums in Lyon (Muséum d'histoire naturelle de Lyon).
Er unternahm wissenschaftliche Expeditionen in den Nahen Osten (Syrien, Libanon, Ägypten) zu medizinischen, archäologischen und naturkundlich-zoologischen Zwecken. Ab 1900 untersuchte er insbesondere mumifizierte Tiere in Ägypten, wobei er mit seinem Nachfolger als Museumsleiter in Lyon Claude Gaillard (1861–1945) zusammenarbeitete. Er grub an der paläolithischen Fundstelle Gebel Souhan in Ägypten und in der phönizischen Nekropole Hanaoueh bei Tyrus. 
Zweimal bestieg er den Mont Blanc um die Physiologie in großen Höhen zu untersuchen. Er zeigte in der Medizin, dass Leukozyten durch Eigenbewegung in Gewebe eindringen können, und befasste sich mit Tuberkulose, Syphilis, Lepra, die er in Syrien studierte, und verschiedenen Parasiten im menschlichen Körper (besonders Bilharziose, die er in Ägypten studierte). Er berichtete auch über die Sektion eines Eunuchen in Ägypten. Er war an der Organisation einer Fakultät für Medizin in Beirut beteiligt und erneuerte die Verbindungen französischer Mediziner (besonders aus Lyon) nach Kairo.
Dem naturhistorischen Museum sicherte er die Mitarbeit fähiger Naturkundler wie Albert Falsan und Arnould Locard oder des Fossiliensammlers und Lyoner Fabrikanten Eugène Dumortier (1801–1876), dessen Sammlung (50.000 Fossilien) an das Museum kam, ebenso wie die des Malakologen Ange Paulin Terver (1798–1875). Viele davon waren Amateure auf professionellem Niveau und aus wohlhabenden Familien. Lortet gründete eine regionale Gesellschaft für Naturkunde in Lyon (Association lyonnaise des Amis des sciences naturelles), die gleich am Anfang unter anderem die Montage des 1859 vom Paläontologen und Arzt Claude Jourdan gefundenen Mammuts von Choulans finanzierte (nach dem Fundort, der Straße Montée de Choulans in Lyon benannt). Das Museum schickte Wissenschaftler unter anderem in das französische Indochina und in den Nahen Osten, so den Archäologen und Paläontologen Ernest Chantre (1843–1924). Lortet gründete auch eine Zeitschrift für das Museum (Archives du Muséum d’histoire naturelle de Lyon).
Als Zoologe befasste er sich mit den Fischen aus dem See Genezareth und mit Meeresbiologie. Zum Beispiel entdeckte er, wie männliche Exemplare des Buntbarsches Chromis Simonis (heute Tristramella zugeschrieben) ihren Nachwuchs in den Kiemen heranwachsen lassen (Maulbrüter). Mit Ernest Chantre publizierte er über tertiäre Säugerfunde (wie Mastodonten) und Fossilien des Rhonebeckens. Als Botaniker befasste er sich unter anderem in seiner Dissertation mit der Fortpflanzung von Kryptogamen.
Lortet war Mitglied vieler wissenschaftlicher Gesellschaften und 1858 Gründungsmitglied der Société de géographie de Lyon. Für seinen Einsatz als Leiter der Ambulanz aus Lyon im Deutsch-Französischen Krieg wurde er Ritter der Ehrenlegion. Für den Ausbau der Medizinfakultät in Lyon erhielt er das Offizierskreuz der Ehrenlegion. 1883 wurde er Mitglied der Société Nationale de Médecine de Lyon und 1899 korrespondierendes Mitglied der Académie des sciences.

## Schriften
- Deux ascensions au Mont-Blanc en 1869. Recherches physiologiques sur le mal des montagnes. Masson et fils, Paris 1869 Digitalisat Gallica
- Causes des déformations que présentent les cranes des Syro-Phéniciens. Société d’anthropologie de Lyon, tome troisième, 1884 Digitalisat Gallica
- La lumière agent thérapeutique. Méthode du professeur Finsen de Copenhague. A. Rey, Lyon 1900 Digitalisat Gallica

## Galerie

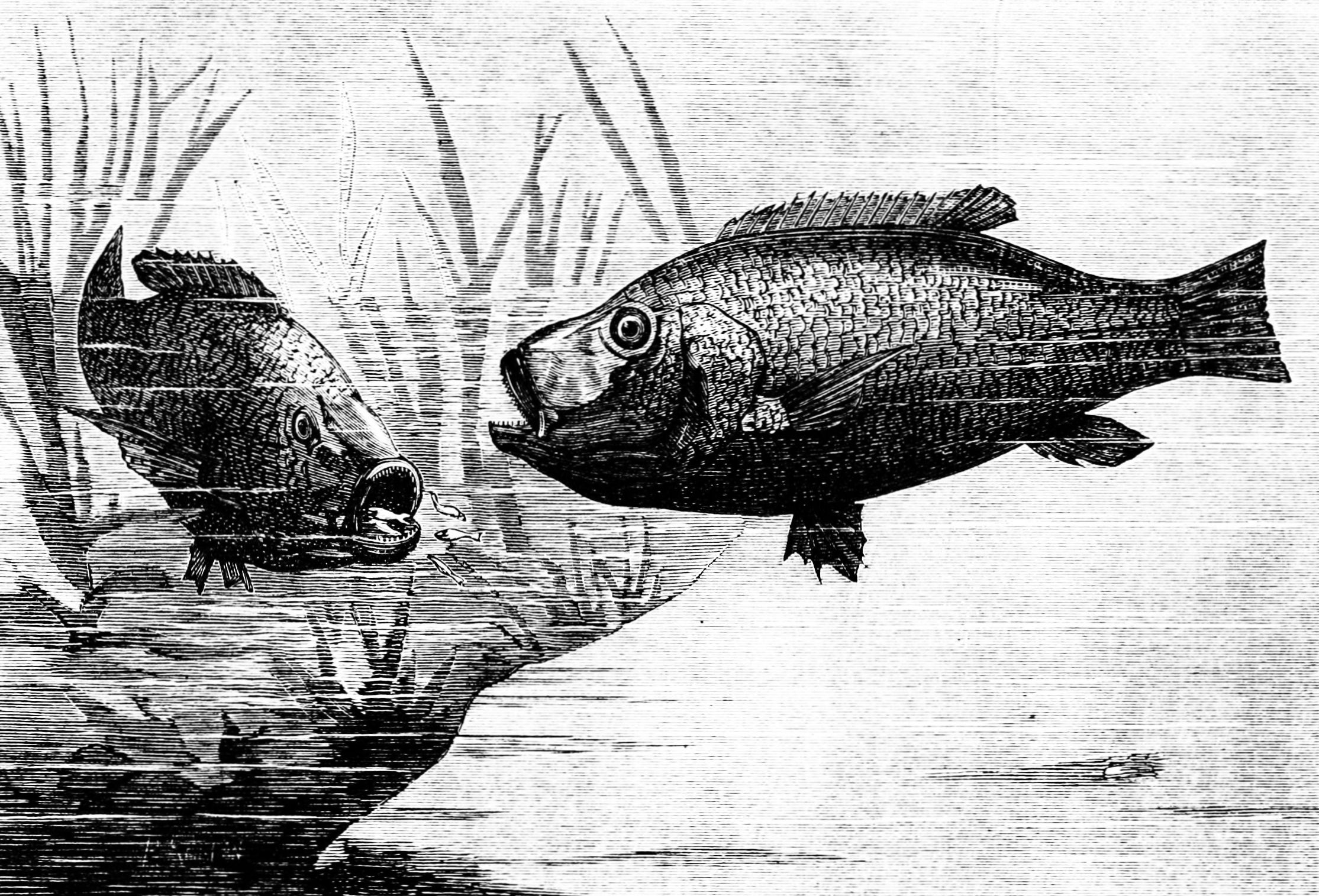
Chromis Simonis (Tristramella) aus dem See Genezareth
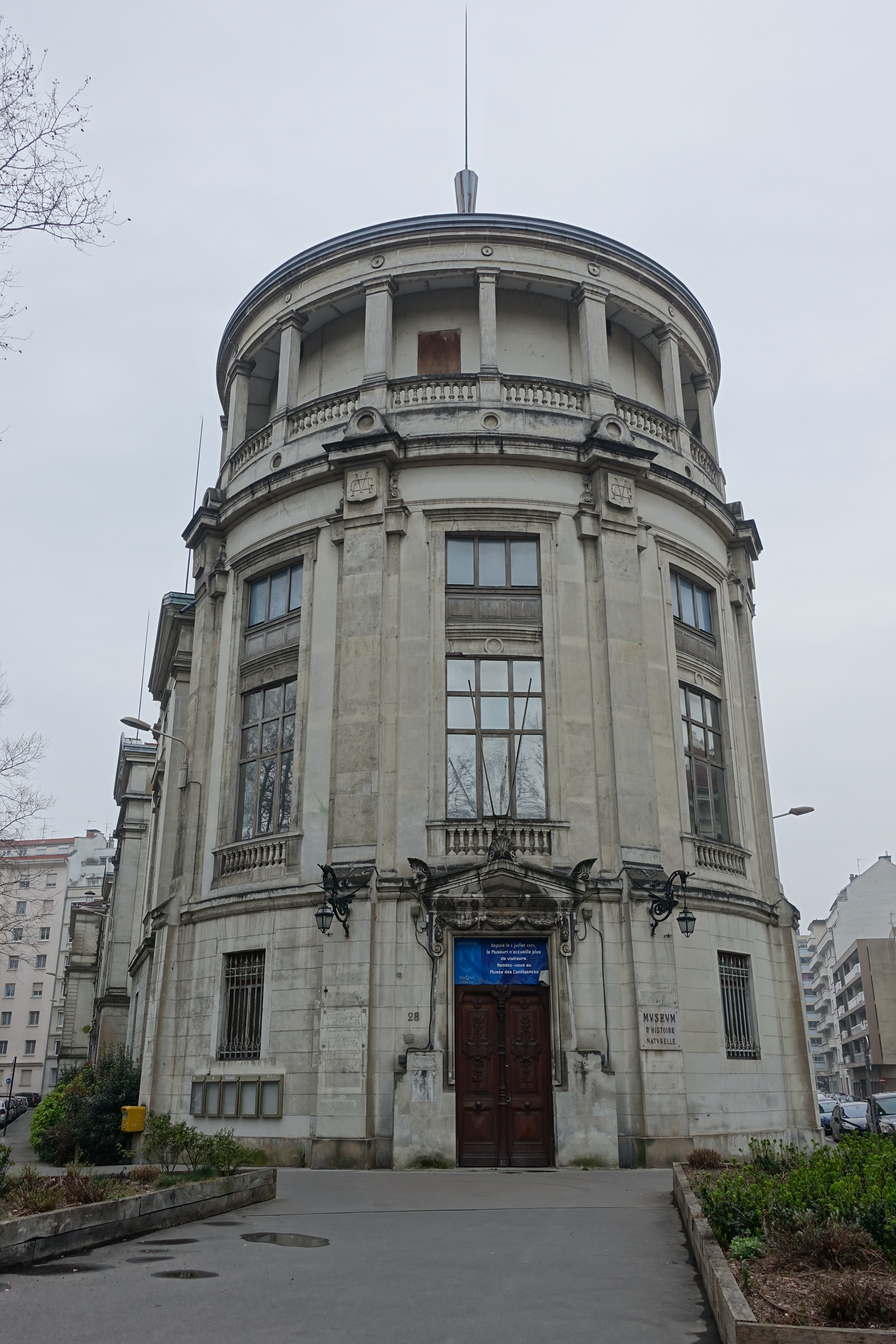
Das alte Naturkundemuseum in Lyon, Musée Guimet, Boulevard des Belges, 1879 eröffnet
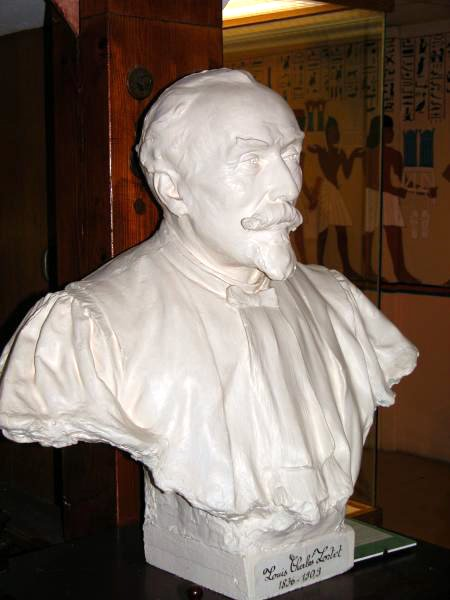
Büste im Musée Testut Latarjet für Medizingeschichte und Anatomie in Lyon
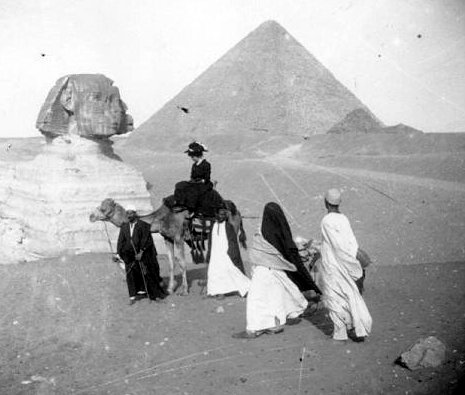
Ehefrau von Lortet bei einem Ausflug zu den Pyramiden